# Hypnerotomachia Poliphili

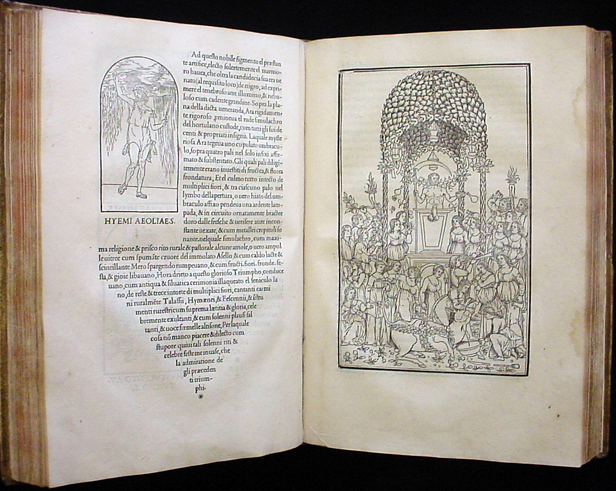
Hypnerotomachia Poliphili, eerste editie, 1499

Het boek Hypnerotomachia Poliphili uit 1499 is een van de meest curieuze boeken die ooit gepubliceerd zijn. De Griekse naam kan vertaald worden als De strijd van Poliphilo om liefde, in een droom.

## Situering
De Hypnerotomachia Poliphili werd uitgegeven in 1499, bij de bekende drukker Aldus Manutius, een Venetiaanse humanist. Het is opgedragen aan Guidobaldo da Montefeltro, graaf van Urbino (1472-1508).
De periode waarin het boek gesitueerd is, de vroeg Italiaanse renaissance, is een kantelmoment in de architectuurgeschiedenis, of zoals L. Lefaivre vermeldt: “Het is de tijd waarin een groot deel van onze eigen hedendaagse cultuur met zijn houding ten opzichte van innovatie - in het bijzonder met betrekking tot architectuur, een van de belangrijkste uitingen van cultuur in de vroegmoderne samenleving - werd bepaald.” Hypnerotomachia Poliphili is een voorbeeld van de evolutie die dat tijdperk kenmerkt. In het begin van de 15e eeuw werd het lichaam nog als iets duivels gezien, de bron van alle kwaad, maar geleidelijk werd het iets goed, mede door hoe Colonna het lichaam benadert. Hij schrijft namelijk volgens de gedachte van het humanisme, over open denken, risico’s nemen en een betere toekomst, en verdedigt die gedachtegang.
Andere belangrijke architectuurtraktaten uit dezelfde tijd en regio: Leon Battista Alberti’s ‘De Re Aedificatoria’ (1452), Filaretes ‘Trattato di architettura’ (1464), Francesco di Giorgio Martini’s ‘Trattati dell architettura, ingegneria e arte militare ’ (1482), en de vertalingen van Vitruvius door Fra Giocondo (1511) en Cesare Cesarino (1521). Vooral de vergelijking met Fra Giocondo’s vertaling, eigenlijk geen vertaling maar een correctie, is belangrijk. Met 136 houtsnedes om de tekst te verduidelijken, is het namelijk de eerste geïllustreerde Vitruvius-vertaling. Beide hebben een grote invloed op de architectuurtheorie gehad doordat ze de eerste geïllustreerde werken zijn, ondanks dat ‘Hypnerotomachia Poliphili’ geen architectuurtraktaat is, maar een roman.

## Inhoud
Het verhaal over Poliphilo’s zoektocht naar Polia ontwikkelt zich als een droom in een droom. De auteur vertelt zijn utopie namelijk als in een droom van zichzelf, waarin hij Poliphilo het verhaal ziet dromen.
Poliphilo droomt dat hij aan het wandelen is op een kronkelend pad in een donker en angstaanjagend bos wanneer hij door een onaards geluid naar een vallei geleid wordt. Hier komt Poliphilo in aanraking met allerlei architecturale elementen, zoals obelisken, piramides en labyrinten, met dieren zoals draken en met een bijzondere vegetatie.
Hij ontmoet onderweg vijf nimfen, die de vijf zintuigen Impuls, Fantasie, Herinnering, Rede en Wil verpersoonlijken.
De twee nimfen Rede en Wil krijgen de opdracht om Poliphilo naar Polia te leiden. Zij brengen hem voorbij een waterlabyrint en laten hem daarna alleen achter. 

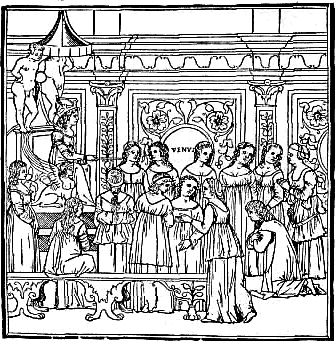
Poliphilo knielt voor Koningin Eleuterylida

Een tijdje later verschijnt er een rijkelijke gedecoreerde nimf nabij Poliphilo, hij is op slag verliefd op haar. Ze begeleidt hem verder gedurende zijn tocht en samen passeren ze onderweg allerlei processies en cultussen, tot ze aan de tempel van Venus Physizoa arriveren. Hier houdt Poliphilo, volgens de orders van de priesteres, een ceremonie waardoor de nimf transformeert in Polia.
Terwijl Polia op Amor wacht, bezoekt Poliphilo de antieke stad Polyandrion met tempels en tombes. Zodra Poliphilo Polia achterlaat, verandert de omgeving in een ruïne. Inscripties in de ruïnes beangstigen Poliphilo en al snel keert hij terug naar zijn geliefde Polia. Samen, in gezelschap van Amor, vertrekken ze naar het eiland Cythera. Daar wordt een ceremonie gevierd om hun liefde te bezegelen. Vervolgens vertrekken ze naar de tombe van Adonis, waar Polia het liefdesverhaal vanuit haar perspectief vertelt.

## Taalgebruik
Binnen het fonds van Manutius, dat vooral uit Griekse en Latijnse teksten bestond, bekleedde de Hypnerotomachia een unieke positie als Italiaanstalig werk. De tekst is bovendien doorspekt met grote hoeveelheden Latijn en Grieks, aangevuld met Hebreeuwse en Arabische citaten. De titel is een neologisme, samengesteld uit de Griekse woorden hypnos (slaap), eros (liefde) en machè (strijd).

## Auteur
Een belangrijke focus bij het onderzoek over de ‘Hypnerotomachia Poliphili’, is de identiteit van de auteur. Zijn naam staat immers niet vermeld op het boek. Algemeen neemt men aan dat de onbekende Francesco Colonna het boek geschreven heeft. De eerste letters van de hoofdstukken vormen namelijk het acrostichon ‘poliam frater francivs colvmna peramavit’, wat vertaald zoveel betekent als ‘Broeder Francesco Colonna houdt van Polia’. Twee andere belangrijke denksporen beschouwen een Romeinse edelman of de bekende architect Leon Battista Alberti als auteur.
Liane Lefaivre zet in het boek Leon Battista Alberti’s “Hypnerotomachia Poliphili”: Re- Cognizing the architectural body in the early Italian Renaissance die laatste theorie uiteen. Argumenten voor deze stelling zijn in de eerste plaats de grondige kennis van Vitruvius en de beschrijvingen van de architecturale elementen in het boek, maar ook de duidelijke humanistische visie die in het boek naar voren komt. Als derde argument zijn er nog de beelden in het boek, die aantonen dat de auteur ook een grote interesse had in schilderkunst en Alberti’s ‘De pictura’ uit 1435 kende. De theorie over Alberti, waarbij de Hypnerotomachia dan het sluitstuk van zijn oeuvre zou zijn, is echter nooit bewezen.
Het is ook mogelijk dat de auteur van de Hypnerotomachia Poliphili een geleerde humanist was, die vertrouwd was met deze traktaten. Deze hypothese komt aan bod in het boek ‘Een Venetiaans Geheim’ (2004) van Ian Caldwell en Dustin Thomason waarin twee studenten op zoek gaan naar de mysterieuze schrijver van de Hypnotomachia Poliphili. Bij hen zou het om een Romeinse patriciër gaan.
Toch blijft Francesco Colonna de meest waarschijnlijke auteur van de Hypnerotomachia Poliphili, omdat er in de vernaculaire roman veel Venetiaans dialect voorkomt en omdat er nagedacht wordt over architectuur vanuit een drift en lichamelijkheid, terwijl Alberti veel zuiverder, rationeler en wetenschappelijker was.

## Houtsneden
De Hypnerotomachia Poliphili is een van de twee belangrijkste geïllustreerde boeken van het Venetië in de renaissance, samen met de Malermi Bijbel. Die waarde ligt vooral bij het beeld. In de Hypnerotomachia wordt het verhaal met 172 houtsneden aangevuld. Men denkt dat de ontwerpen van die snedes van de hand zijn van Andrea Mantegna, die meer dan enig ander de nieuwe klassieke graveerstijl vorm gaf. Dit is echter nooit bewezen. Andere theorieën voeren Colonna zelf als ontwerper op, of zelfs Alberti. De snedes herinneren ook aan het werk van Fra Giocondo, Vittore Carpaccio en Gentile Bellini.
In de illustraties van de Hypnerotomachia komt duidelijk een nieuw classicisme naar boven, vooral in de meesterlijke details van de klassieke overblijfselen zoals vazen, kleren en zo verder. Ook het ontwerp van de architecturale omgeving en het gevoel voor ritme in de tekeningen spreken hiervan. Vele van de beelden tonen een grote kennis van het werk van Botticelli aan.
De houtsnedes tonen een nieuwe aanpak en moderne technieken van antiquarisch tekenen. Zo wordt er onder meer gebruikgemaakt van projecties, topografische zichten en worden er een soort van scènes gecreëerd.
Toch vinden de onderzoekers de grootste artistieke waarde van de werken niet in de afzonderlijke houtsnedes, of de typografie. Het is de compositie van de tekst en afbeeldingen tot een harmonisch geheel, dat ook tot vandaag de grote meerwaarde van het boek vormt. Deze laat een continue wisselwerking tussen beeld en tekstbeschrijvingen toe, wat de fantasie stimuleert en het boek tot leven roept. Naast het uitzonderlijk niveau op visuele cultuur en klaarheid, moet de Hypnerotmachia ook als een uitzonderlijk avontuurlijk en innovatief voorbeeld van vormgeving gezien worden. Hypnerotomachia is bijvoorbeeld het eerste boek waarin voorbeelden van beelden over een dubbele pagina weergegeven worden, bijvoorbeeld bij de overwinningsprocessies, om de grootsheid ervan grafisch weer te geven.
De relatie tussen tekst en afbeelding, en de waarde van de afbeeldingen voor de tekst is bestudeerd door Giovianni Pozzi, die de houtsnedes als verhalende en beschrijvende elementen beschouwt, naargelang hun functie. De verhalende figuren dienen om de belangrijke episodes te verbinden, en zorgen op die manier voor een heldere verhaallijn binnen de uitgebreide, maar vaak verwarrende tekst van Colonna. Rosemary Trippe pleit voor een meer complexe benadering van de afbeeldingen. Ze onderzoekt hen in relatie met de literaire traditie waaruit het onderwerp kwam, de liefde tussen de held (Poliphilo) en zijn geliefde (Polia) is een centraal onderwerp in de Italiaanse vernaculaire romantiek en lyrische poëzie.

## Receptie en invloed
De Hypernotomachia is een bekend boek, maar toch niet zoveel gelezen. Dit is wellicht te wijten aan de moeilijke taal die Colonna hanteert. Hij gebruikt immers een vocabularium bestaand uit een mengeling van Latijn, Grieks, Toscaans en zelf gevormde woorden. Dit dwong de lezers van het boek een filologische analyse te maken tijdens het lezen waardoor het lezen vertraagd werd en ze de betekenis beter konden determineren. Hierdoor was het voor Toscaanse lezers bijna even moeilijk om de tekst te begrijpen als voor andere Italiaanse lezers. Omwille van het gecompliceerde taalgebruik, maar ook door de vele verwijzingen naar de humanistische filosofie, is het boek gericht aan een select publiek van geleerde humanisten.
Bovendien beantwoordt het boek door zijn vermenging van gelaagde vertelling en uitweiding niet aan het 19de-eeuwse standaardbeeld van de Renaissance als bakermat van strakke compositie en rechtlijnige verhalen.
De ‘Hypnerotomachia Poliphili’ is duidelijk een eclectisch boek: zoals eerder al vermeld is, is het een mengeling van talen, maar bovendien ook een mengeling van invloeden en bronnen. Het boek toont onder andere gelijkenissen met Dante Alighieri’s ‘Divina Commedia’: gelijkaardige structuur (verleden, heden en toekomst) en overeenkomstige elementen. Andere duidelijke bronnen zijn Boccaccio en Petrarca. Toch kan de tekst meer emulatief dan imitatief beschouwd worden. Colonna toont immers gewoon zijn kennis van de literaire traditie en gebruikt deze om zijn eigen fictie te creëren. De volgende andere epische werken beïnvloedden Colonna wellicht: ‘Cosmographia’ (B. Silverstris, 1148), De planetu naturae en Anticlaudianus (A. de Insulis, 12e eeuw), Roman de la Rose (G. de Lorris en J. de Meun, 1230). Het verschil tussen deze teksten en de Hypnerotomachia ligt in de gedetailleerde beschrijving van de architectuur en de landschappen, die een visuele articulatie van de relatie tussen Polia en Poliphi voorstelt.
Het belang van het boek blijkt onder andere uit de hoeveelheid vertalingen en imitaties van de Hypnerotomachia doorheen de eeuwen en op verschillende plaatsen. Vooral in Frankrijk kende het boek een enorme populariteit. De eerste Franse vertaling, Discours du Songe de Poliphile gebeurde door Jean Martin in 1546 en werd meermaals herdrukt. In 1600 werd het heruitgegeven door François Béroalde. Een nieuwe vertaling met een lange studie werd gepubliceerd in 1883 door Claudius Popelin. In Engeland verscheen een gedeeltelijke vertaling The Strife of Love in a Dreame in 1592. Tevens waren auteurs beïnvloed door de Hypnerotomachia, al gebeurde dit pas vanaf de 19e eeuw. Zo is T. G. Wainewrights Pen, pencil and poison van begin 1800 een soort grote kopie van de Hypnerotomachia. Andere voorbeelden van boeken met Hypnerotomachiaanse invloeden zijn onder andere Chronicle of Tabaldea Tebaldei (L. Borgia, 1861), Jeunesse de Swinburne (G. Lafourcade, 1867) en ‘Under the Hill’ (A. Beardsley, 1894).
Deze tekst is van een grote waarde voor de architectuurtheorie en de architectuurgeschiedenis, ondanks het feit dat het een roman is en geen architectuurtraktaat. Toch is de architectuurtheorie op bepaalde momenten in het boek zelfs zeer duidelijk aanwezig. Zo legt Poliphilo de relatie tussen architectuur en het menselijk lichaam en zegt hij dat proportie duidelijk mannelijk is, materiaal en verscheidenheid in vorm is daarentegen vrouwelijk. Een ander voorbeeld hiervan is de vaststelling dat de Magna Porta, die Poliphilo op zijn tocht passeert, ontworpen is op een regelmatig grid-patroon van identieke vierkanten (dit wordt tevens afgebeeld in een houtsnede). Ook komen verder onder meer symmetrie, harmonie en de architect aan bod.

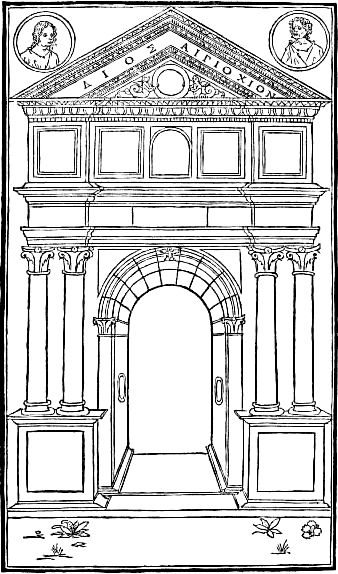
De Magna Porta

Het belang van de Hypernotomachia vindt men in de uitgebreide beschrijving en analyse van de antieke restanten en bizarre gebouwen (van alle schalen, uit verschillende periodes, intacte gebouwen en ruïnes) in het landschap waarin Poliphilo’s reis zich afspeelt, maar ook en vooral in de bijzonder gedetailleerde en rijkelijke illustraties. Het werk toont duidelijk het Renaissance idee: de nieuwe interesse in de klassieke oudheid en de nieuwe ambitie om die oudheid in woord en beeld vast te leggen. Poliphilo treedt hierin op als een soort van archeoloog, die vindt dat de schoonheid van de klassieke oudheid verdwenen is en dat er nood is aan een impuls om die bouwkunst te doen her-opleven.
De betekenis van de tekst kan niet overschat worden, want hoewel menig geleerde het oneens is over de schrijver van het boek, bestaat er wel consensus dat het een van de belangrijkste boeken van de Italiaanse Renaissance is. Zo vindt Stewering de tekst “uniek dankzij de parallel tussen de visuele logica van de architecturale representaties en het verhaal, en verschillend van de andere verhalen, die geen interpretatie van feitelijke gegevens geven en vaak gebaseerd zijn op al bestaande, vaak antieke structuren”.
“De Hypnerotomachia Poliphili is de allereerste experimentele montage van fragmenten van proza, typografie, epigrammen en afbeeldingen en vormt een buitengewone visueel-typografisch-tekstuele 'assemblage' van een type dat niet werd herhaald tot in de avant-gardeboeken van de jaren 1920 en 1930 in Rusland,  Italië en Frankrijk.”, aldus L. Lefaivre.

## Bron
- Dit artikel of een eerdere versie ervan is een (gedeeltelijke) vertaling van het artikel Hypnerotomachia Poliphili op de Engelstalige Wikipedia, dat onder de licentie Creative Commons Naamsvermelding/Gelijk delen valt. Zie de bewerkingsgeschiedenis aldaar.

## Voetnoten
1. ↑  LEFAIVRE, L., Leon Battista Alberti’s “Hypnerotomachia poliphili”: Re-Cognizing the architectural body in the early Italian Renaissance, Massachusetts, MIT Press, 1997, pg 10
2. ↑  Vrij vertaald en samengevat uit STEWERING R., Architectural Representations in the Hypnerotomachia Poliphili, The Journal of the Society of Architectural Historians, 2000, nr. 1, p. 6-9
3. 1 2  Rijser, David, "Een telkens nieuwe oudheid; of: hoe Tiberius in New Jersey belandde," Amsterdam University Press 2016, hoofdstuk 11 "Lezen en dromen".
4. ↑  LEFAIVRE, L., Leon Battista Alberti’s “Hypnerotomachia poliphili”: Re-Cognizing the architectural body in the early Italian Renaissance, Massachusetts, MIT Press, 1997
5. ↑  Gnoli vermeldt Fra Giocondo in Il Sogne di Poliphilo. Er zijn opmerkelijke gelijkenissen tussen Carpaccio’s Droom van Ursula en de houtsnede van Polia in haar kamer, eerst opgemerkt door M. T. Casella en G. Pozzi in Francesco Colonna: Biografia e opere (Padua, 1959), 2:74. Hind haalt in A History of Woodcut, 2:492, Bellini aan.
6. ↑  CASELLA M. T., Pozzi G., Francesco Colonna: Biografia e opere
7. ↑  TRIPPE R., The “Hypnerotomachia Poliphili” uit Image, Text, and Vernacular Poetics, uit Renaissance Quarterly, Vol. 55, No. 4 (Winter, 2002), pg 1225
8. ↑  STEWERING R., ‘Architectural Representations in the Hypnerotomachia Poliphili’, The Journal of the Society of Architectural Historians, 2000, nr. 1, p. 9
9. ↑  TRIPPE R., ‘The Hypnerotomachia Poliphili, Image, Text and Vernacular Poetics’, Renaissance Quarterly, 2002, nr. 55, p. 1222-1258
10. ↑  LARSON R., Leon Alberti‟s “Hypnerotomachia Poliphili”: Re-Cognizing the Architectural Body in the Early Italian Renaissance by Liane Lefraivre, South Central Review, 1998, vol. 16, nr. 3/4, p. 82